# 濱口梧洞
濱口 梧洞（はまぐち ごとう）または10代目 濱口 儀兵衛（じゅうだいめ はまぐち ぎへえ、1874年（明治7年）4月24日 - 1962年（昭和37年）1月31日）は、和歌山県出身の実業家・貴族院議員。明治後期から昭和戦前期にかけて、ヤマサ醤油株式会社を経営する濱口儀兵衛家の当主を務めた。「醤油王」と謳われた。銚子市名誉市民。

## 経歴

### 実業家として

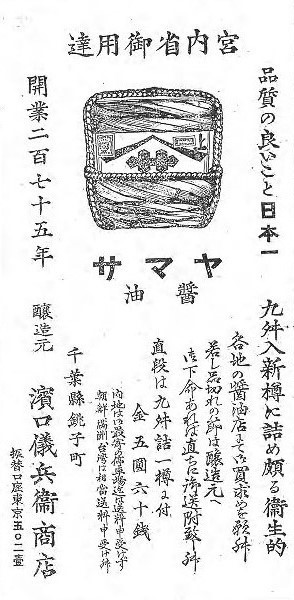
1919年のヤマサの広告

1874年（明治7年）、4月24日、和歌山県有田郡広村大字広（現在の和歌山県有田郡広川町）に、ヤマサの屋号で知られる濱口儀兵衛家の8代濱口儀兵衞の二男として生まれた。出生名は濱口慶次。1895年（明治28年）、立教学校（現・立教大学）卒業。その後、帝国大学理科に進み、イギリスに留学して化学を専攻した。1899年（明治32年）に濱口儀兵衛家を継いだ。
1928年（昭和3年）には濱口儀兵衛商店を株式会社組織に改組、現在のヤマサ醤油株式会社を発足させた。自身がヤマサ醤油株式会社の社長に就任し、醸造工程と経営の近代化に努めた。1925年（大正14年）千葉県多額納税者として補欠選挙で貴族院議員（多額納税者議員）に互選され、同年5月18日から1939年（昭和14年）9月28日まで在任した。

### 社会公益活動
濱口梧洞が設立した財団法人公正会によって、1926年（大正15年）には鉄筋コンクリート造の社会教育施設である公正会館（現在の旧公正會舘）が開館した。戦後の1949年（昭和24年）9月には公正会館が銚子市公正市民館及び銚子市公正図書館となり、1983年（昭和58年）まで公共図書館としての役割を有していた。2022年（令和4年）10月31日には旧公正會舘が登録有形文化財に登録された。

### 死去
1956年（昭和31年）3月11日には銚子市名誉市民に推挙された。1957年（昭和32年）には銚子市によって、公正会館の建物前に濱口梧洞の銅像が建立され、市制施行記念日である2月11日に除幕式が行われた。
1962年（昭和37年）1月31日、老衰によって死去した。死後に従四位勲三等旭日中綬章を叙勲。

### その他
1920年（大正9年）5月に、立教の同窓である清田龍之助（一橋大学教授、立教大学教授、電通外報部長）を、濱口梧洞が経営する濱口商事株式会社の支配人に招聘した。
また、卒業生として母校である立教大学の校友会及び立教大学後援会の幹部顧問を長く務めた。

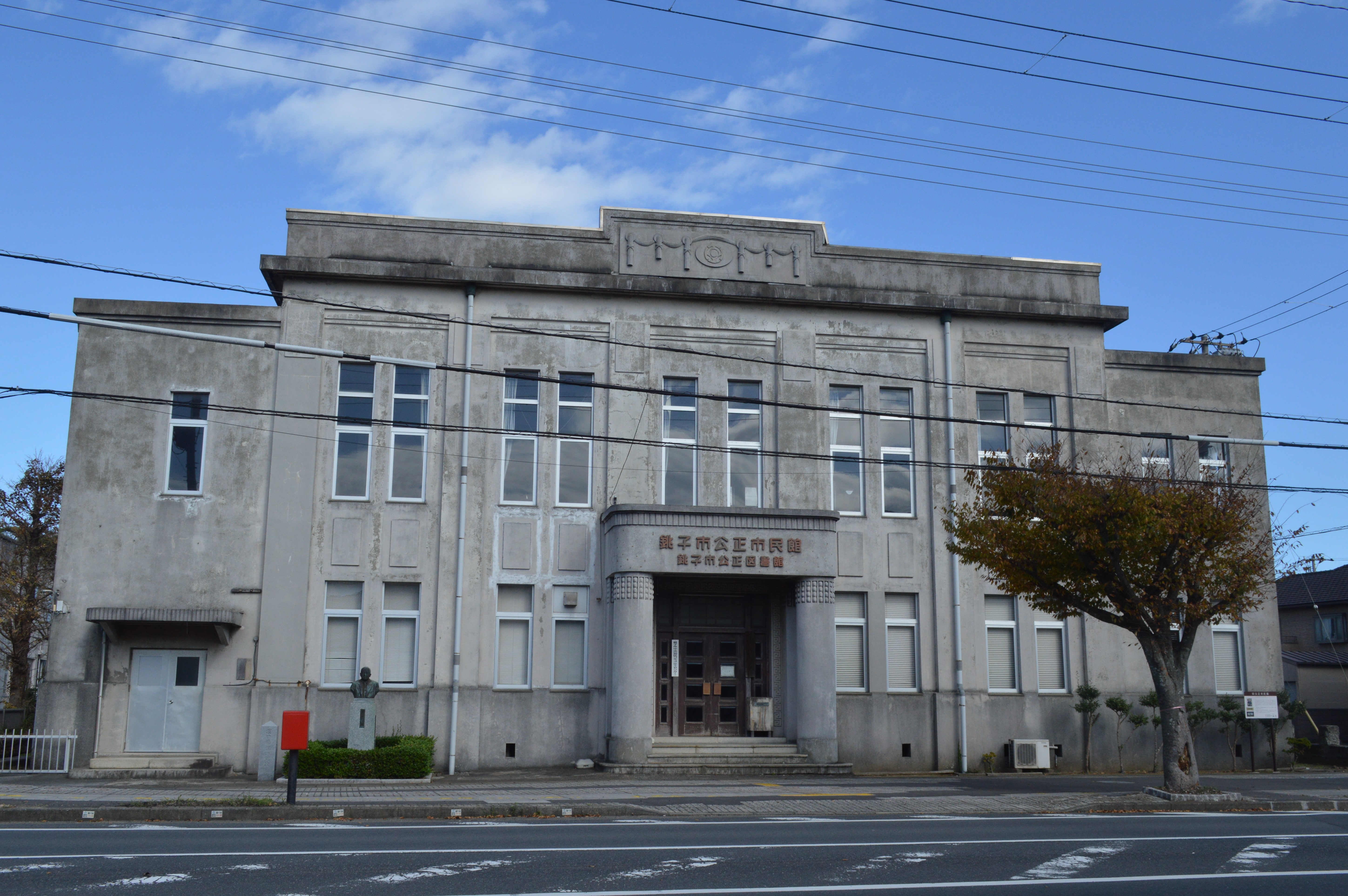
旧公正會舘
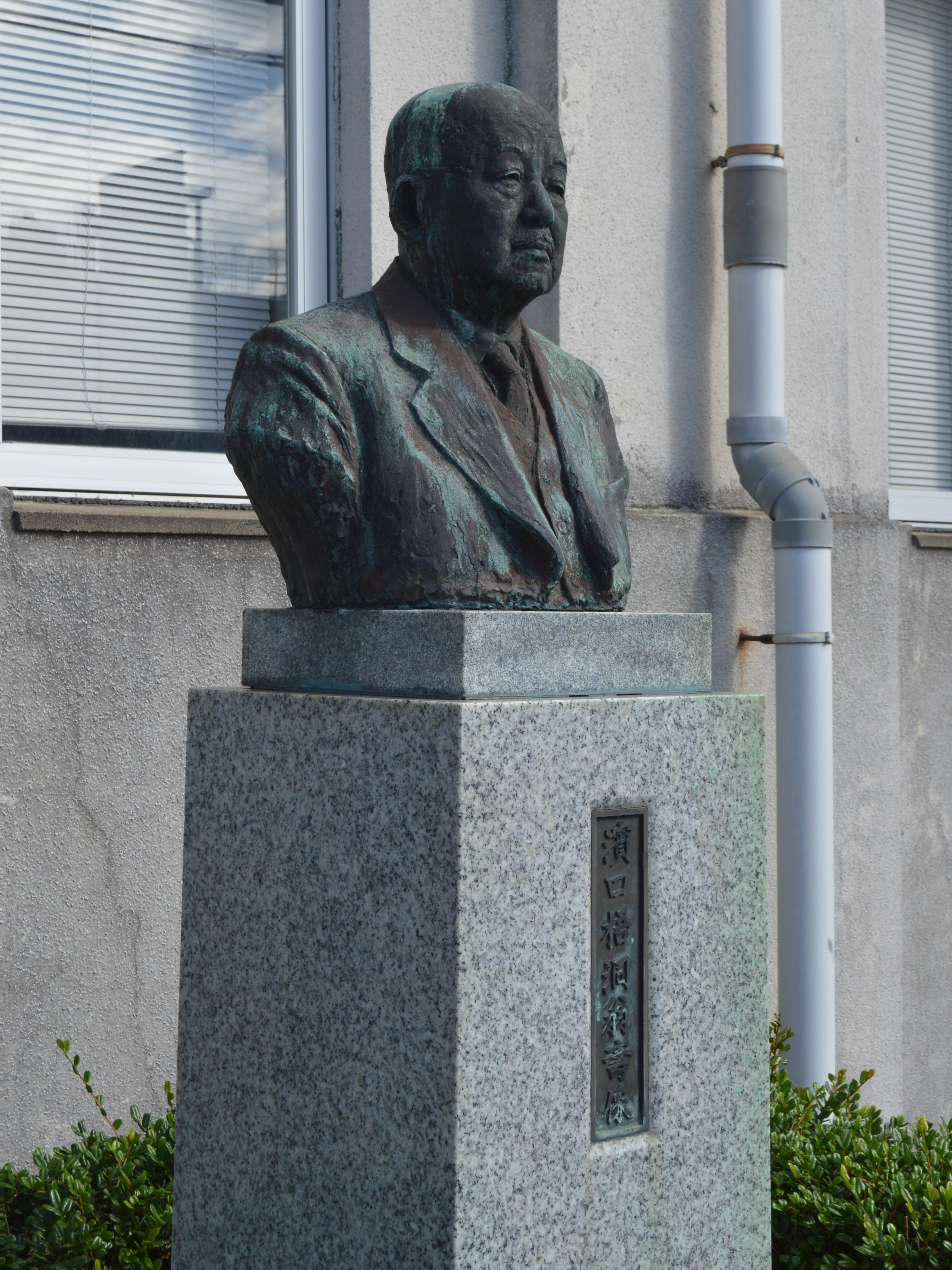
旧公正會舘にある濱口梧洞の銅像

## 役職
- 理化学研究所評議員
- 日本醸造協会評議員
- 日本工業倶楽部評議員
- 全国醤油工業組合連合会理事長[7]

## 家族

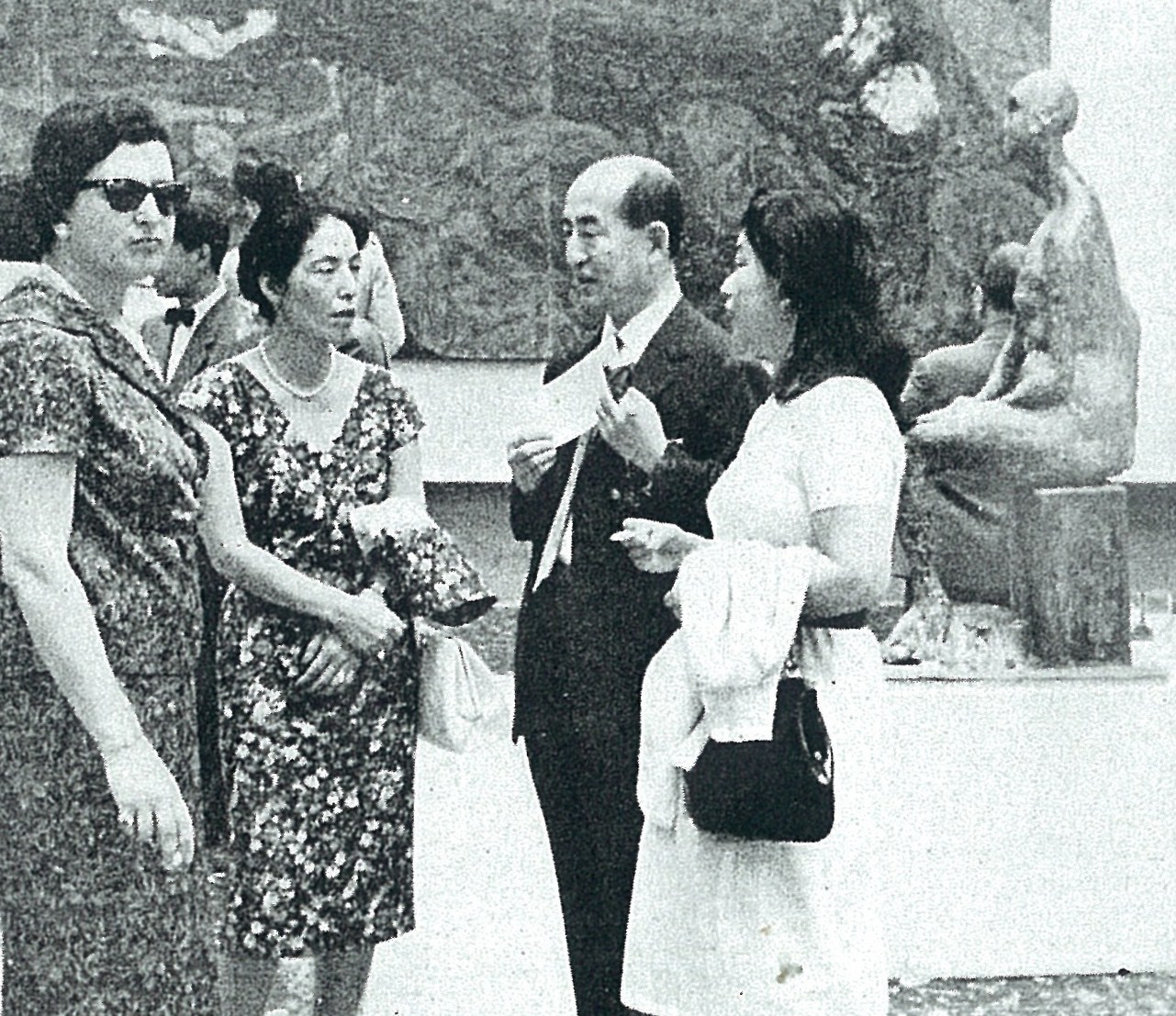
浜口陽三（中央）

- 長男 : 11代目濱口儀兵衛（濱口勉太） - 1903年5月1日生。東京帝国大学経済学部卒[1]。ヤマサ醤油株式会社社長。
- 二男 : 浜口修二 - 1908年2月生。立教大学卒[3]。
- 三男 : 浜口陽三 - 1909年4月5日生。東京美術学校卒。版画家。2000年12月25日没。
- 四男 : 浜口義郎 - 1910年7月生。 第二早稲田高等学院修学[1]。ヤマサ醤油株式会社会長。1997年7月20日没。
- 五男 : 浜口五郎 - 1912年9月生。慶應義塾大学経済学部卒[1]。ヤマサ醤油株式会社取締役。
- 六男 : 嘉納毅六 - 1914年1月生。東京帝国大学農芸化学科卒[1]。醸造家。銘柄「菊正宗」で知られる灘の本嘉納家を継ぎ、本嘉納商店を菊正宗酒造に改称した。2004年9月3日没。